# Blütlingen
Blütlingen ist ein Ortsteil der Stadt Wustrow (Wendland) im Süden des niedersächsischen Landkreises Lüchow-Dannenberg.
Das zweizeilige Reihendorf liegt südlich von Wustrow und westlich der Jeetzel. Südlich vom Ort, 1 km entfernt, liegt das 108 ha große Naturschutzgebiet Blütlinger Holz.

## Geschichte
Am 1. Juli 1972 wurde Blütlingen in die Stadt Wustrow eingegliedert.
Ab 1906 wurde die Bergarbeitersiedlung "Neu Blütlingen" erbaut.  Diese liegt heute ca. 300 m vom restlichen Dorf entfernt und grenzt nördlich an die Stadt Wustrow (Wendland).

## Bauwerke
In der Bergarbeitersiedlung des ehemaligen Kalibergwerkes (1908–1926) gibt es zwanzig gleich aufgebaute Doppelhäuser, erbaut wurden diese von der Bergbaugesellschaft Teutonia für die Arbeiter des Kalibergwerks "Rudolph" in der Nähe des Dorfs Schreyahn.
In dem ursprünglichen Dorf bestehen bis heute zwei seltene Dreiständerhäuser (von 1667 und 1731) und einen Vierständerbau von 1787.

## Persönlichkeiten
- Erhard Karl Kietz (* 1909 in Leipzig; † 1982 in Blütlingen), Physiker